# 朴元淳
朴 元淳（パク・ウォンスン、韓国語: 박원순、1955年2月11日または1956年3月26日 - 2020年7月9日）は、韓国の弁護士、市民活動家、政治家。ソウル特別市長（2011年10月27日 - 2020年7月9日）。本貫は密陽朴氏。
参与連帯、「美しい財団」、「希望製作所」の創設者。人権派弁護士・フェミニストと称される。日本では親中反日的な言動で知られる。しかし、元秘書の女性へのセクハラ告発を受けて、失踪し、遺体で発見された。

## 経歴
1956年3月26日に慶尚南道昌寧郡丈麻面で日本統治に積極的に協力した親日的なパク・ギルボ の二男五女の次男として生まれた。丈加小学校（現在は廃校となり丈麻小学校に統合）、霊山中学校を卒業後、ソウルの京畿高等学校に入学して、1974年に卒業した。1975年にソウル大学校社会系に入学したが、入学して数ヶ月後に朴正煕政権に反対する学生運動と関連して緊急措置違反で拘束され、大学を除籍された。その後、檀国大学校史学科に再入学して卒業した。1980年、第22回司法試験に合格。司法修習の同期には、のちに第19代大統領となった文在寅がいる。1982年に検事となり、大邱地方検察庁に配属されるが6ヶ月で辞職し、翌年弁護士となる。
1986年に歴史問題研究所の初代理事長を務め、現代史に関わる。さらに韓国の代表な市民運動団体である「参与連帯」の創設に関与、同連帯において執行委員及び運営委員を務めたほか、政策シンクタンク「希望製作所」理事なども務めた。2000年12月の女性国際戦犯法廷（民衆法廷）では、韓国代表の検事として昭和天皇を10万人以上の韓国人女性を日本軍慰安婦として強制連行・虐待した罪で起訴している。参与連帯事務処長をつとめていた2000年当時に行われた第16代総選挙において落選運動を主導するなど、行動派の弁護士として知られる。
2011年10月26日に行われたソウル市長補欠選挙に無所属野党統一候補として立候補して当選を果たし、第35代ソウル市長に就任した。2012年2月、民主統合党（2013年5月、「民主党」に党名改称）に入党。2014年6月4日の第6回全国同時地方選挙の一つとして行われたソウル市長選挙で再選を果たした。再選後、大統領候補として支持率が急上昇したが、朴槿恵大統領の弾劾審判が始まって以降は前代表の文在寅に押されて支持率の低迷が続き、2017年1月26日に共に民主党の大統領候補予備選への不出馬を表明した。2018年6月13日の第7回全国同時地方選挙でソウル市長として初の三選を果たした。

### ソウル市長補欠選挙
無償給食の是非を問うため、住民投票が2011年8月24日に実施されたが、投票成立に必要な投票率（全有権者の3分の1）を下回って不成立（未開票）となった。無償給食反対の立場から住民投票を推し進めてきた呉世勲ソウル市長は住民投票不成立の責任をとる形で、翌々日の26日に市長を辞任したため10月26日にソウル市長補欠選挙が実施されることになった。
翌2012年に行われる総選挙と大統領選挙の動向を占う重要選挙として与野党とも市長選挙に向けた動きを本格させる中、市長選挙への出馬意志を明らかにした。こうした中、若年層を中心とする支持率が高く市長選挙への出馬を模索していた安哲秀（アン・チョルス）融合科学技術大学院長が市長選不出馬を9月6日に表明 し、朴支持を明らかにした。また最大野党民主党における有力市長候補である韓明淑元国務総理とも協議し野党圏単一候補を実現するためにお互いに努力することで一致した。
2011年10月3日、ソウル市長補欠選挙にて野党候補を一本化するための予備選挙 が行われた。選挙の結果、世論調査とテレビ討論で高い支持を得た朴元淳が52％以上の支持を得て、民主党候補の朴映宣（パク・ヨンソン）議員と民主労働党候補の崔圭曄（チェ・ギュヨプ）を押さえて統一候補に確定した。この結果、ソウル市長補欠選挙は与党ハンナラ党候補の羅卿瑗（ナ・ギョンウォン）と進歩系野党統一候補となった朴元淳による事実上の与野党一騎討ちとなった。
選挙戦では無党派層の支持を得て戦いを有利に進めた。そして投開票の結果、ナ候補に7.2％およそ29万票の差をつけて当選を果たした。なお市長選挙で与党候補を破って当選を果たしたことで、来年の大統領選挙における有力候補と目される安哲秀ソウル院長と連携して新党を結成するのではないかとの見方が一部で広がったが、朴市長は27日に民主党孫鶴圭代表を表敬訪問した席で、これを否定した。

### ソウル市長就任後
当選翌日の27日から市長としての業務を初め、小学校5・6年生の無償給食予算支援案に署名した。市長就任後、一般職員との円卓会議やツイッターを利用した予告無しのイベント、1日3～4箇所を視察し市民から市の政策に対する意見を直接聞くなど職員や市民との触れ合いを重視する姿勢を採っている。11月には市長選における公約の一つであるソウル市立大学校授業料の半額化を2012年度から実施することを表明した。
市長就任直後の11月7日、韓米自由貿易協定（韓米FTA）批准案の国会処理を巡って最大争点となっていた国家訴訟制度（ISD）について再検討を促す意見書を外交通商部と行政安全部に提出した。
2012年2月23日、民主統合党に入党。同年5月1日、ソウル市庁舎前で行われた全国民主労働組合総連盟主催のメーデー集会に現職ソウル市長として初めて出席した。また市本庁と傘下の投資・出資機関で勤務する非正規職員3000名弱のうち1050名以上を正規職に転換 した他、12月には第2次非正規職雇用改善対策として市庁や地下鉄駅構内で清掃業務に従事する非正規労働者3000名以上を2013年6月から正規職に転換する他、警備や駐車場管理業務に従事する非正規労働者についても5年間で段階的に正規職へ転換していく方針を明らかにした。2014年9月には、生活賃金制度（最低限度の基本的・人間的生活を営むことが出来る賃金制度）を2015年度から導入することを発表、ソウル市と傘下機関などで勤務する労働者に適用されることになった。
2012年4月、前年3月に発生した福島原発事故を受け、省エネルギーとクリーンエネルギーの利用拡大による2014年までに原子力発電所1基分のエネルギー削減を目指す、脱原発政策を発表した。
2014年6月4日、第6回全国同時地方選挙のソウル市長選挙でセヌリ党の鄭夢準との事実上の一騎討ちを大差で制し、再選を果たした。
2014年7月23日、姉妹都市である東京都の舛添要一都知事をソウルに招き、会談を行った。
2015年2月2日、朴市長の訪日に合わせ、ソウル市と東京都が「道路陥没対応業務、技術的協力に関する行政合意書」を締結した。合意書は双方が都市の安全に向けて、お互いに技術を供与するという内容であるが、実質的には道路陥没が社会問題となっているソウル市に東京都が協力をする形となっている。相互協力について都知事の舛添要一は「道路陥没について言うとわれわれのノウハウが進んでいる」としたうえで「得意なところを教えあうようになればと思う」と述べた。
2018年1月2日、テレビ番組に出演し、慰安婦問題日韓合意について「日韓合意の再交渉は「不可避だと考える」」と述べた。
2018年6月13日の第7回全国同時地方選挙のソウル市長選挙で、自由韓国党の金文洙、正しい未来党の安哲秀らにダブルスコアの大差をつけて圧勝し、ソウル市長として初めての三選を果たした。
2019年7月9日、日本がキャッチオール規制（ホワイト国認定）の見直し等を始めたことについて、マスコミを通じて「日本の経済報復は一言でいうと盗人猛々しい行為」、「安倍政権は政治的理由で人類の普遍の常識も、国際的規範も無視し、加害者が経済的優位にあることを利用して報復を加えている」とのコメントを出した。
2019年11月のソウル国際エキスポに「私はフェミニスト」と主張。
2020年に入って猛威を振るう新型コロナウイルスの流行について、朴は「新天地イエス教証しの幕屋聖殿」の指導部を殺人罪で告訴。同年3月11日にソウル市内のコールセンターで集団感染が発生した際も、ここに勤めていた者の中に新天地教団の信者が5人いたことを発表し、この5人が陰性だったにもかかわらず「あらゆる手段を総動員してでも最後まで新天地教の責任を追及する」と語った。しかし、殺人罪での告発については、ニューヨーク・タイムズはショーであると批判し「マスコミの注目を集めるために計画されたこと」と指摘。また、集団感染でことさらに新天地教団に言及する事について、未来統合党は「ソウル市長本人が責任を負うべき集団感染の領域を新天地に押し付ける準備を始めている」と批判。

### 死去
報道によれば、2020年7月9日の午後5時過ぎ、娘のパク・タインから「遺言のような言葉を残して家を出たまま、携帯電話がつながらない」と警察に通報があり、朴市長の行方を警察と消防が共同捜索。翌7月10日未明に遺体となって発見され、自殺とみられる。64歳没。
失踪の前日、朴市長の元秘書とされる匿名の女性が「セクハラを受けた」として弁護士を伴い、警察に告訴状を提出。失踪および死亡との関連性は不明。
朴市長を告発した女性の弁護人によれば、被害女性はソウル市の秘書室に配属された2016年からセクハラを受け続け、テレグラムで不適切なメッセージや画像を送られたと語ったとされる。
なお、セクハラの被害者として朴市長を告発したとされる女性は2011年のソウル市長補欠選挙で当時の与党側対抗馬だった羅卿瑗（ナ・ギョンウォン）候補の元秘書との情報も出されている。羅卿瑗は事実無根とし、虚偽情報流布による名誉毀損で告訴するとしている。
また、被害者女性に対しては一部の過激な与党支持者らによる個人情報の特定、被害者女性やその擁護者たちを攻撃するコメントが相次ぎ、被害者への二次加害として問題視されている。青瓦台や与党などは、朴市長の容疑が確定していないため被害者でないかもしれないとする論理で、女性に対して「被害呼訴人（被害を訴えている人）」と称している。
朝鮮日報は、1993年に韓国初のセクハラ訴訟で勝訴して女性の人権向上に貢献した弁護士として知名度を上げた朴元淳市長のセクハラ問題は言行不一致であるとし、朴市長が同じく与党所属で後に除名された安熙正・呉巨敦に続いて女性の人権向上とは相反するセクハラ問題で失墜したことにより、共に民主党は有力な大統領候補不足の危機に陥ったと報道した。
香港のサウスチャイナ・モーニング・ポストは2020年7月10日に朴市長の言動および対中・対日姿勢の基準があまりにも異なることから「親中・反日のアイコン」と報道した。
デイリー新潮は、朴市長の父であるパク・ギルボが日本の統治時代の朝鮮にて、長年報国隊に籍を置いて朝鮮人の徴用、慰安婦募集の先頭に立っていたので、 朴市長が韓国では糾弾されるべき親日派の息子であると書いている。

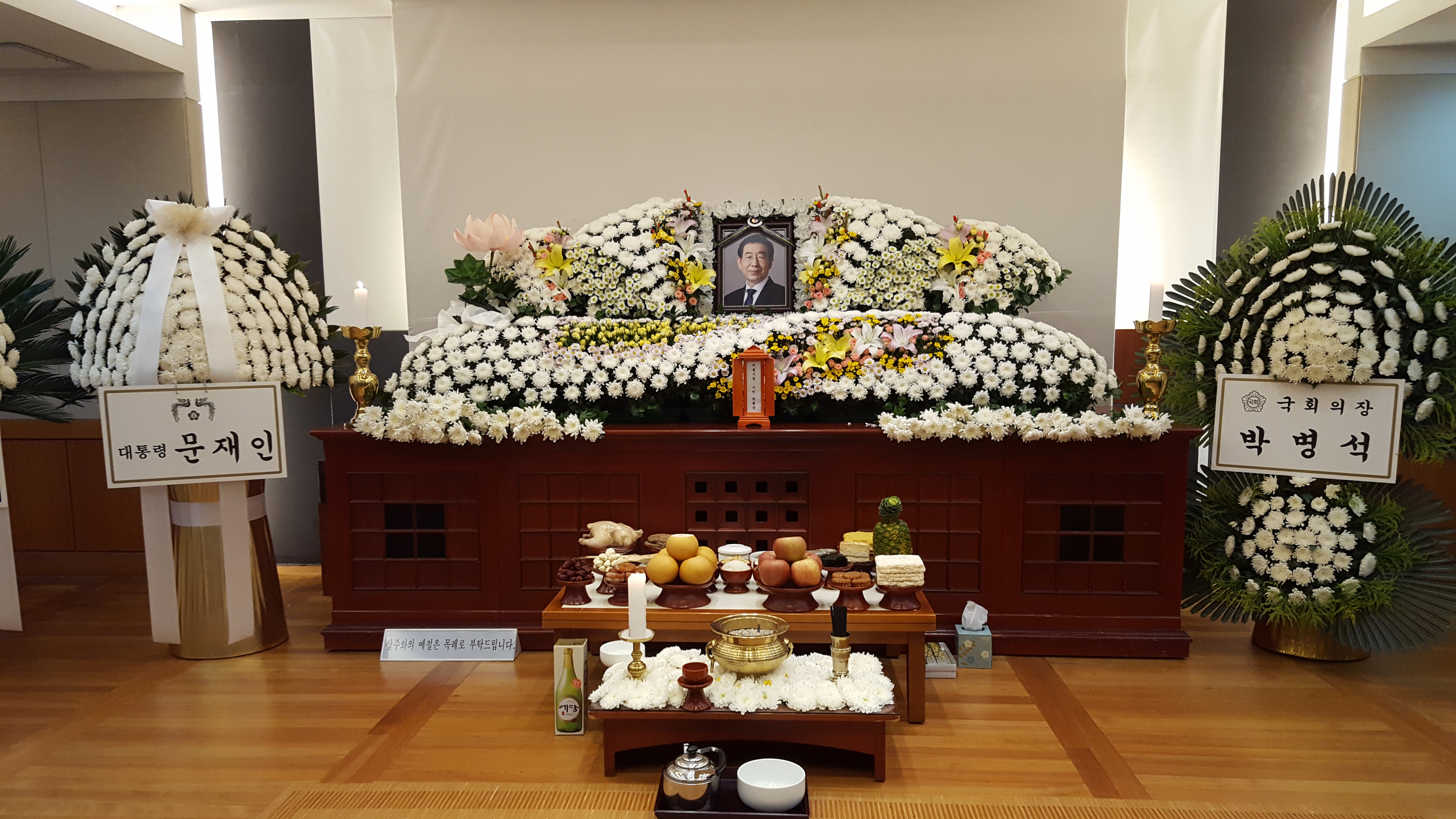
朴元淳市長の葬儀は「ソウル特別市葬」。

ソウル市は、「ソウル特別市葬」として5日間の葬儀を執り行うと発表。これに対し、青瓦台（韓国大統領府）にあげられた『ソウル特別市葬に反対する国民請願』には一日で30万人以上の反対署名が集まった。7月12日時点で40万人を突破。同時に、かつて朴市長が創設した参与連隊で財閥改革や少額株主運動をした経歴もある康容碩（カン・ヨンソク）の現所属市民団体は裁判所にソウル特別市葬執行停止仮処分を申請し、却下された。また、朴市長の親族は、遺族は家族葬で送ることを希望していたが、共に民主党の強い要請を受けてソウル特別市葬になったと主張している。
告別式は13日、新型コロナウィルス感染防止のため参列者数を制限して行なわれ、その様子はインターネットなどを通じで生中継された。
2020年12月29日、韓国警察はセクハラ疑惑について、証拠不十分で無嫌疑の結論を出し、捜査を終了した。

## セクハラ告発後の死・国家人権委による調査結果
被害者が朴前市長を警察に告訴した2020年7月8日午後11時ごろ、朴は公邸で補佐陣と会議を開き、「被害者と携帯電話でやりとりしたものがあるのだが、（それを）問題にすれば問題になる可能性がある」という趣旨の発言をした。翌日午前に朴は「全ての方に申し訳ない」というメモを残して公邸を出て、7月10日未明、ソウル市の北岳山粛靖門付近で死亡しているのが発見された。
2021年3月の国家人権委員会の調査で、朴前市長が被害者に送った自分の写真・メッセージ・エモーティコンなどを実際に見たという参考人の陳述、デジタルフォレンジックで復旧した内容などを総合的に調べ、事実と認定した内容として職権調査決定文が作成され、2016年下半期から2020年2月まで持続的に深夜にセクハラに当たるセクハラメッセージで送っていたこと、被害を被害者女性が交際男性やソウル市の同僚ら、精神科医に相談していたことが確認された。　
2021年3月19日に、被害者に加えた朴によるセクハラ行為の状況を韓国国家人権委員会が調査し、まとめた59ページの「職権調査決定文」が明らかになった。2000年1月から5月に被害者が「市長が書斎でスキンシップを試み、手を握ってほしいというので、後ろから押した」「市長が私を女として見ているようだ」「昼寝の時間に起こしに行った際、抱いてほしいと言われ、拒んでもそう言われた」と話しているのを聞いたと参考人の証言が記載されていた。更に、2016年下半期から2020年2月まで持続的に深夜にテレグラムを使って、セクハラに当たるメッセージを被害者Aに送っていた。2019年の夏から秋の午後9時過ぎに被害者に「君の家に行こうか」「一人でいるのか」と送信していた。同年5月などにもテレグラムで「○○は新郎を早く見つけないと」「今部屋にいるの？」「いつもわたしのそばにいてわかっただろ？」「夢では思い通りに、ふふふ」「でもともかく早く嫁に行かなきゃ。私は父親のようだ」といったメッセージを送っていた。2018年2月には午後11時59分に「うちの○○を連れていかない男がいるというのは理解できない。世界最高の嫁候補なのに」とのメッセージを送っていた。参考人の一人が、被害者から「朴市長が送ってきた」と言われ、2018年11月に女性の胸が強調されたエモーティコンが送られていたのを見たと証言した。参考人によって、2018年4月には朴前市長が「何してる？」「いい香りだ、くんくん」といったメッセージと共にランニングシャツ姿の自撮り写真を被害者に送っていたことが証言された。2020年5月の被害者への精神医学科カウンセリング記録には、朴が「匂いをかぎたい」「きょうは体が素敵だ」「セックスを教えてやる」「君は男を知らないから結婚できないんだ」「家に一人でいるのか、私が行こうか。私は別居中なんだ」といったメッセージを送っていたこと、そのために夢でうなされたという被害者の陳述が記載されていたことも確認された。朴がランニングシャツ姿の写真と共に「君も送ってくれ」「これは昔のやつじゃないか。今撮ったやつを送ってくれ」などと要求し、男女の性的関係を語り、テレグラム内の会話内容を全て消し、チャットルームを退室したという過程も報告された。
朴の妻は、人権委員会が被害者の主張のみを受け入れ、故人に犯罪者の烙印を押したとして2022年4月に勧告の取り消しを求める行政訴訟を起こした。11月15日、ソウル行政裁判所は人権委員会の決定は適正だったとの判断を示した。

## ドキュメンタリー映画制作と上映禁止
映画制作委員会「パク・ウォンスンを信じる人々」は、朴のドキュメンタリー映画「初弁論」の制作を発表した。オーマイニュース記者が執筆した本を原作としており、同書や映画はセクハラ被害の事実を否定する内容であり、被害者に対する二次加害であると批判されていた。被害者側は、名誉毀損と二次加害を理由に、裁判所に上映禁止仮処分を申請。2023年9月20日、ソウル南部地方裁判所は、「映画の主な内容は真実性に欠け、被害者の名誉を深刻に傷つけるものである」とし、「故人（朴前市長）の被害者への加害行為は、国家人権委員会や行政裁判所で確認された事実であり、映画による表現行為の価値が被害者の名誉より優越して保護すべきとは言えない」として、映画の上映や販売・配布を全面的に禁じる命令を出した。

## 家族・息子の徴兵逃れ問題
朴市長の息子は2011年8月に空軍に入隊したが、大腿部末梢神経損傷と診断され4日後に帰宅措置を受けた。この件では徴兵逃れのため他人のMRIを流用したとする疑惑が提起されたが、延世大新村セブランス病院は息子本人のMRIに間違いないと認定。兵役逃れ疑惑を先頭立って声高に主張した康容碩は議員辞職に追い込まれた。
息子のパク・チュシンは2012年に渡英・滞在中だったが、朴市長の死亡が報道された後、喪主を務めるために帰国。これを機とばかりに「徴兵逃れの件を釈明せよ」と蒸し返した野党議員 に対し、進歩から保守へ鞍替えしたと評される論客が「頭にうどんを入れたか」と諫める一幕もあった。

## 年譜
- 1956年 - 慶尚南道昌寧郡丈麻面で生まれる。

### 学歴
- 1968年 - 丈加小学校（朝鮮語版）卒業
- 1971年 - 霊山中学校（朝鮮語版）卒業
- 1974年 - 京畿高等学校卒業
- 1975年 - ソウル大学校入学、入学して数ヶ月後に朴正煕政権に反対する学生運動と関連して緊急措置違反で拘束され、大学を除籍される
- 1980年 - 大韓民国司法試験合格
- 1982年 - 檀国大学校史学科入学
- 1985年 - 檀国大学校史学科卒業

### 経歴
- 1982年 - 大邱地方検察庁検事に任官、6か月後に辞職
- 1983年 - 弁護士となる
- 1986年 - 歴史問題研究所理事長
- 1986年 - 大韓弁護士協会人権委員会委員
- 1989年 - ハンギョレ新聞諮問委員
- 1992年 - ロンドン・スクール・オブ・エコノミクス修了（国際法）
- 1992年 - ハーバード大学ロースクール客員研究員（人権プログラム）
- 1995年 - NGO参与連帯事務局長（～2002年）
- 1998年 - 聖公会大学校兼任教授
- 1999年 - 漢陽大学校大学院兼任教授
- 2000年 - NGO総選挙市民連帯常任共同執行委員長（落選運動）
- 2000年 - ビジネスウィーク誌「社会変革をすすめるアジアの指導者50人」に選定
- 2000年 - VAWW-NETジャパン等が主催した女性国際戦犯法廷で韓国側の「検事」をつとめる[73]。
- 2002年 - 希望製作所常任理事
- 2003年 - 盧武鉉政権「税制革新推進委員会」共同委員長
- 2006年 - マグサイサイ賞受賞
- 2009年 - 「希望と代案」共同運営委員長
- 2011年 - ソウル特別市長当選
- 2014年 - ソウル特別市長に再選
- 2018年 - ソウル特別市長に三選

## 主な著書

### 朝鮮語
- 『韓国の市民運動－プロクルステスの寝床－』当代（2002年）
- 『村こそ学校』コムドゥンソ（2002年）
- 『美しい世界の条件』ハンギョレ（2010年）
- 『オリバーは世界をどのように料理するのか』イマジン（2011年）
- 『村社会』コムドゥンソ（2002年）他
- 『世界を変える1千の職業』ムンハクドンネ（2011年）
- 『美しい価値事典』ウィズダムハウス（2011年）
- 『村、生態こそ答え』コムドゥンソ（2011年）

出典：ソウル市長プロフィール（ソウル市日本語版ホームページ）　

### 日本語
- 『韓国市民運動家のまなざし』（風土社、2003年）